# 錢兆熹
錢兆熹（1936年11月4日—2005年1月23日），中國小提琴家、作曲家，河南輝縣人，一級作曲。其作品既具有傳統文化底蘊，亦含有現代主義色彩。

## 生平
錢兆熹於民國25年（1936年）11月4日生於中華民國河南省輝縣（今中華人民共和國河南省輝縣市），12歲時參加蕭勁光領導的中國人民解放軍第四野戰軍第12兵團，為文藝兵。後改入海政文工团，演奏雙簧管，又改拉小提琴。在文工團期間，他向托哈拉（俄羅斯人）、盛雪等教授學習小提琴，並向知名作曲家黄源洛學習作曲。1958年起，擔任浙江省管弦樂團首席小提琴、指揮達10年之久。後來也進入上海音樂學院進修，向陈铭志等人學習作曲。1983年以優異成績畢業於作曲指揮系及民族理論作曲系。1980年代以降，錢兆熹致力國樂創作，《揚州慢》、《原始狩獵圖》、《西湖尋夢》、《雙聲恨》皆為其較為知名的作品，常被國樂團演奏，深獲好評。他在理論教育領域亦有貢獻，曾在馬來西亞、新加坡、臺灣、香港等地講學。
錢兆熹也在浙江省歌舞劇院工作過，曾獲一級作曲職稱。2005年1月23日18時病逝。

### 個人生活
錢兆熹個性毫不講究、不拘小節，私底下愛好抽菸、打麻將。妻子為舞台劇演員出身。其獨生女錢舟也學習小提琴，曾在法國巴黎舉行的“隆·蒂博”國際小提琴大賽中得到冠軍，並在八個單項獎中得到五個。

## 作品特色
錢兆熹作品形式廣泛，包含國樂合奏、交響詩、交響樂、民族交響合唱、歌劇、清唱劇、舞劇及管弦樂等。其作品既具有傳統文化底蘊，亦含有現代主義色彩。

## 音樂理論
錢兆熹在音樂理論領域頗有建樹，曾發表理論專著《華樂實用和聲》及論文《論中國民間鑼鼓與十二音體系的同構現象》。他更認為，國樂團中最有表現力的不是拉弦樂器，而是彈撥樂器，應予重視。傳統打擊樂器音色豐富，可善加利用。竹笛是浙江的“拳頭”樂器，要突出之。